# بورت أو فرانسيه

بورت أو فرانسيه هي المستوطنة الرئيسية في جزر كيرغولين، أراض فرنسية جنوبية وأنتارتيكية في جنوب المحيط الهندي.